# Planungsregion Südwestthüringen

Lage der Planungsregion in Deutschland

Die Planungsregion Südwestthüringen, ursprünglich: Planungsregion Südthüringen, umbenannt mit dem Inkrafttreten des novellierten Thüringer Landesplanungsgesetzes (ThürLPlG) zum 1. Januar 2002, ist eine Einheit der Raumordnung, die Südthüringen sowie den Wartburgkreis umfasst. Die beteiligten Kommunen arbeiten in der Regionalen Planungsgemeinschaft Südwestthüringen mit Sitz in Suhl zusammen.
Zur Planungsregion gehören
- Stadt Suhl
- Wartburgkreis
- Stadt Eisenach (von 1998 bis 2021) (kreisfreie Stadt)
- Landkreis Schmalkalden-Meiningen
- Landkreis Hildburghausen
- Landkreis Sonneberg

Die Planungsregion Südwestthüringen grenzt im Norden an die Planungsregion Nordthüringen, im Nordosten an die Planungsregion Mittelthüringen und im Osten an die Planungsregion Ostthüringen. Im Süden und Westen grenzt sie an die Bundesländer Bayern und Hessen.
Die Planungsregionen in Thüringen wurden 1991 auf Basis des Thüringer Landesplanungsgesetzes (ThLPlG) geschaffen. Seit 1998 werden regionale Entwicklungskonzepte auf Basis der Richtlinie zur Förderung der Regionalentwicklung mit Landesmitteln finanziell unterstützt.
- Größte Städte (Stand: 31. Dezember 2023):

1. Eisenach (42.817)
2. Suhl (36.986)
3. Meiningen (25.679)
4. Sonneberg (23.435)
5. Bad Salzungen (23.133)
6. Schmalkalden (19.984)
7. Zella-Mehlis (12.445)
8. Hildburghausen (11.682)
9. Schleusingen (10.449)

## Rechtsgrundlagen
- Thüringer Landesplanungsgesetz (ThürLPlG) in der Fassung vom 15. Mai 2007
- Thüringer Verordnung über die räumliche Abgrenzung der Planungsregionen im Land Thüringen (Landesregionenverordnung -LRegVO-) vom 22. August 1991